# Aruba tại Thế vận hội
Aruba tham dự Thế vận hội lần đầu năm 1988 và đã liên tục góp mặt tại các kỳ Thế vận hội Mùa hè kể từ đó. Quốc gia này chưa từng có huy chương Thế vận hội.
Giai đoạn 1952 - 1984, các vận động viên Aruba tham gia thi đấu như một phần của đoàn Antille thuộc Hà Lan. Năm 1986, Aruba trở thành một quốc gia cấu thành của Vương quốc Hà Lan. Ủy ban Olympic quốc gia của Aruba được thiết lập năm 1985 và được Ủy ban Olympic Quốc tế công nhận năm 1986. Cho tới nay, nước này chưa từng tham dự Thế vận hội Mùa đông.

## Bảng huy chương

### Huy chương tại các kỳ Thế vận hội Mùa hè
| Thế vận hội         | Số VĐV                                          | Vàng                                            | Bạc                                             | Đồng                                            | Tổng số                                         | Xếp thứ                                         |
| 1896–1948           | không tham dự                                   | không tham dự                                   | không tham dự                                   | không tham dự                                   | không tham dự                                   | không tham dự                                   |
| 1952–1984           | tham gia với tư cách Antille thuộc Hà Lan (AHO) | tham gia với tư cách Antille thuộc Hà Lan (AHO) | tham gia với tư cách Antille thuộc Hà Lan (AHO) | tham gia với tư cách Antille thuộc Hà Lan (AHO) | tham gia với tư cách Antille thuộc Hà Lan (AHO) | tham gia với tư cách Antille thuộc Hà Lan (AHO) |
| Seoul 1988          | 8                                               | 0                                               | 0                                               | 0                                               | 0                                               | –                                               |
| Barcelona 1992      | 5                                               | 0                                               | 0                                               | 0                                               | 0                                               | –                                               |
| Atlanta 1996        | 3                                               | 0                                               | 0                                               | 0                                               | 0                                               | –                                               |
| Sydney 2000         | 4                                               | 0                                               | 0                                               | 0                                               | 0                                               | –                                               |
| Athens 2004         | 4                                               | 0                                               | 0                                               | 0                                               | 0                                               | –                                               |
| Bắc Kinh 2008       | 2                                               | 0                                               | 0                                               | 0                                               | 0                                               | –                                               |
| Luân Đôn 2012       | 4                                               | 0                                               | 0                                               | 0                                               | 0                                               | –                                               |
| Rio de Janeiro 2016 | 7                                               | 0                                               | 0                                               | 0                                               | 0                                               | –                                               |
| Tokyo 2020          | chưa diễn ra                                    |                                                 |                                                 |                                                 |                                                 |                                                 |
| Tổng số             | Tổng số                                         | 0                                               | 0                                               | 0                                               | 0                                               | –                                               |

## Các VĐV cầm cờ cho đoàn
| Thế vận hội         | VĐV                   | Môn thi đấu |
| ------------------- | --------------------- | ----------- |
| Seoul 1988          | Bito Maduro           | Judo        |
| Barcelona 1992      | Lucien Dirksz         | Xe đạp      |
| Atlanta 1996        | Junior Faro           | Cử tạ       |
| Sydney 2000         | Richard Rodriguez     | Điền kinh   |
| Athens 2004         | Roshendra Vrolijk     | Bơi lội     |
| Bắc Kinh 2008       | Fiderd Vis            | Judo        |
| Luân Đôn 2012       | Jemal Le Grand        | Bơi lội     |
| Rio de Janeiro 2016 | Nicole van der Velden | Thuyền buồm |